# Подводные лодки типа «Сафир»
Подводные лодки типа «Сафир» (фр. Classe Saphir) (рус. «Сапфир») — подводные минные заградители французского флота, построенные 1920-30-е годы XX века. Всего построено 6 единиц. Лодки строились на верфи Arsenal de Toulon (АТ) в Тулоне.
Имели полуторакорпусную конструкцию и довольно надежное, простое в использовании минное устройство системы «Normand-Fenaux». На вооружении заградителей состояли якорные мины типа «Breguet HS-4», с автоматической постановкой на якорь и с массой боевого заряда 220 кг. Мины хранились в 16 вертикальных шахтах, сгруппированных по 4 вне прочного корпуса лодки. Рабочая глубина погружения — 75 м.

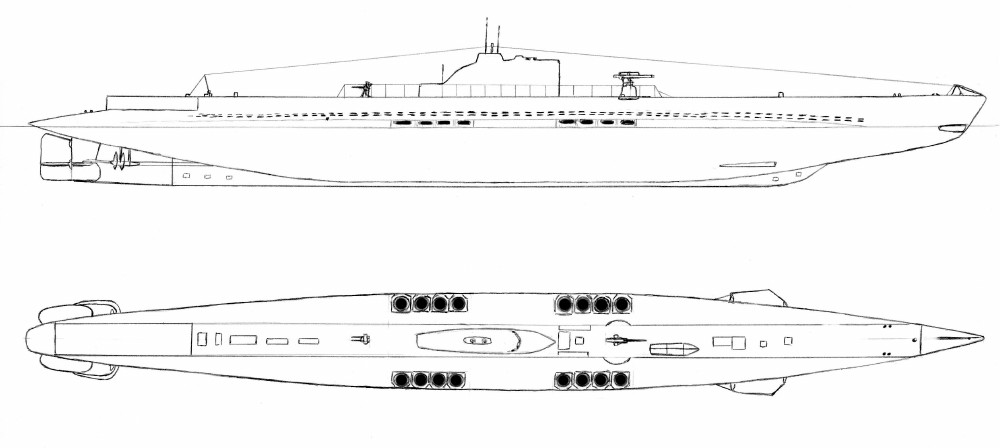
Схема подводной лодки «Рюби», чёрным цветом выделены минные шахты

Лодки принимали участие в боевых действиях Второй мировой войны. ПЛ «Рюби» в июле 1940 года перешла на сторону движения Сражающаяся Франция и стала наиболее результативным подводным минным заградителем союзных флотов. За 22 боевых похода она осуществила 11 минных постановок, жертвами которых стали 9 транспортных судов (ещё 1 повреждено) и 9 боевых кораблей.

## Список подводных лодок
| Подводная лодка                  | Верфь | Спущена на воду | Начало службы | Конец службы |
| -------------------------------- | ----- | --------------- | ------------- | --- |
| Сафир (Сапфир)(фр. Saphir)       | АТ    | 20.12.1928      | 30.9.1930     | разоружена в Бизерте, 8.12.1942 захвачена немцами и передана итальянцам, переименована в FR-112 и переведена в Неаполь, где 9.9.1943 лодку снова захватили немцы и затопили её 15.9.1943 г. |
| Тюркуаз (Бирюза) (фр. Turquoise) | АТ    | 16.5.1929       | 10.9.1930     | разоружена в Бизерте, 8.12.1942 захвачена немцами и передана итальянцам, переименована в FR-113, но из Бизерты не уводилась, затоплена 6.5.1943 г.                                          |
| Нотилюc (Наутилус)(фр. Nautilus) | АТ    | 21.3.1930       | 15.7.1931     | разоружена в Бизерте, 8.12.1942 захвачена немцами и передана итальянцам, потоплена в Бизерте 30.1.1943 г. союзной авиацией.                                                                 |
| Рюби (Рубин) (фр. Rubis)         | АТ    | 30.9.1931       | 4.4.1933      | исключена из состава флота 10.4.1949 г. |
| Диаман (Алмаз) (фр. Diamant)     | АТ    | 18.5.1933       | 20.6.1934     | затоплена командой в Тулоне 27.10.1942 г., затем поднята немцами, в 1944 г. лодку уничтожила американская авиация.                                                                          |
| Перль (Жемчуг) (фр. Perle)       | АТ    | 30.7.1935       | 1.3.1937      | потоплена по ошибке в Атлантике 8.7.1944 г. американской авиацией. |